# Boris Jeltsin
Boris Nikolajevitj Jeltsin (russisk: Борис Николаевич Ельцин) (født 1. februar 1931 i Jekaterinburg (tidl. Sverdlovsk) i Sovjetunionen, død 23. april 2007 i Moskva) var Den Russiske Føderations første præsident fra 10. juli 1991 til 31. december 1999.
Fra 1961 til juli 1990 var Jeltsin aktiv i SUKP og var bl.a. førstesekretær for SUKP i Moskva (dansk: ~ borgmester) for Moskva i perioden 1985-1987. I 1989 blev han valgt til Sovjetunionens Øverste Sovjet som oppositionskandidat, og i 1990 valgtes han til republikken Ruslands øverste sovjet, som umiddelbart efter udpegede ham til formand for samme. I juni 1991 erklærede republikken Rusland sig uafhængig af Sovjetunionen, og Jeltsin blev ved det efterfølgende præsidentvalg valgt med 57 % af stemmerne.
Jeltsins farverige præsidentperiode omfattede flere offentlige skandaler som følge af alkoholindtag, invasionen af Tjetjenien i 1994, fire større udrensninger i hans regeringer samt utallige sammenstød med det russiske parlament. Den 31. december 1999 trådte Jeltsin tilbage og udnævnte Vladimir Putin til midlertidig præsident, indtil et valg kunne afholdes, hvilket skete 26. marts 2000.
Desuden fik Boris Jeltsin også et våben opkaldt efter sig. Der var tale om en AK-Jeltsin.

## Jeltsins død
Jeltsin havde i længere tid haft komplikationer i hjertet, og fik i 1996 en femdobbelt bypassoperation. Et hjertetilfælde var dødsårsagen.
Jeltsin døde 23. april 2007. Ved hans begravelse var tusinder af russere, den russiske præsident Vladimir Putin, den tidl. amerikanske præsident Bill Clinton og Sovjetunionens sidste generalsekretær Michail Gorbatjov mødt frem for at tage den sidste afsked med Jeltsin. Verden over dækkedes nyheden i diverse massemedier og skabte stor opmærksomhed.